# Gestreifter Kanarenskink
Der Gestreifte Kanarenskink (Chalcides sexlineatus) ist eine Echsenart aus der Familie der Skinke, die auf der Kanaren-Insel Gran Canaria vorkommt.

## Merkmale
Die Art erreicht eine Kopf-Rumpf-Länge bis 9,2 Zentimeter und eine Gesamtlänge bis 15 Zentimeter, selten auch mehr. Die länglichen Tiere wirken robust und sind dorsoventral leicht abgeflacht mit ovalem Körperquerschnitt. Der Kopf ist klein und dreieckig. Er geht übergangslos ohne Einschnürung in den Körper über. Die Beine sind kräftig und weisen je 5 Zehen auf. Der Schwanz ist ungefähr so lang wie Kopf und Rumpf. Zeichnung und Färbung von Chalcides sexlineatus sind äußerst variabel. Die Oberseite weist eine Grundfärbung auf, die von schwarz über hellbraun bis ins grünliche variieren kann. Sie kann einfarbig sein oder bis zu 6 helle Längsstreifen haben. Der Bereich um das Kinn sowie des Öfteren auch die Kehle sind gelb bis orange gefärbt. Die Färbung des Bauches ist ebenfalls sehr variabel und kann von orangerot, orange, intensiv gelb und blassgelb über rosa bis hellgrau, dunkelgrau oder schwarz reichen. In der Regel gleicht sie der Rückenfärbung mit hell- bis dunkelbraun oder schwarz. Eine intensiv kobaltblaue Färbung des Schwanzes ist bei vielen Exemplaren aus dem Süden Gran Canarias, den Tälern von Tirajana und Tejeda und zentralen Hochlagen der Insel zu beobachten. Im Süden können auch Tiere mit kupferbraunem oder in allen Grüntönen gefärbtem Schwanz entdeckt werden.
Die Schwanz der Jungtiere ist immer leuchtend grün.

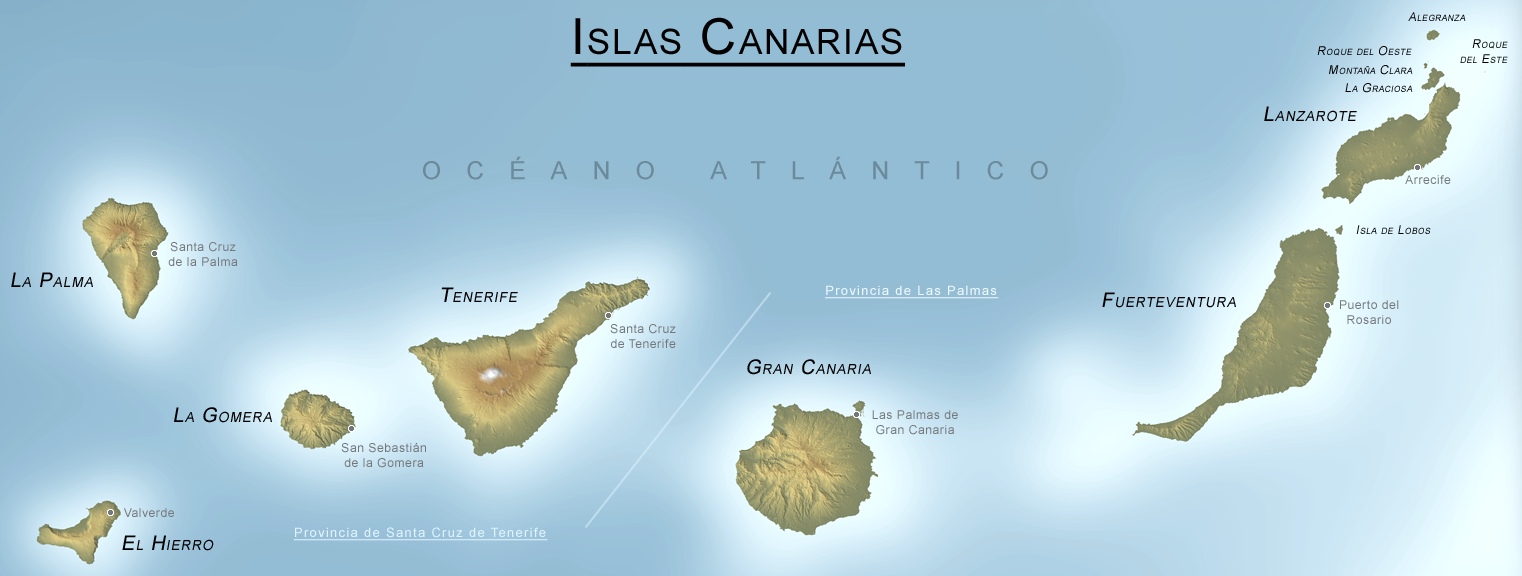
Karte der Kanarischen Inseln

## Vorkommen

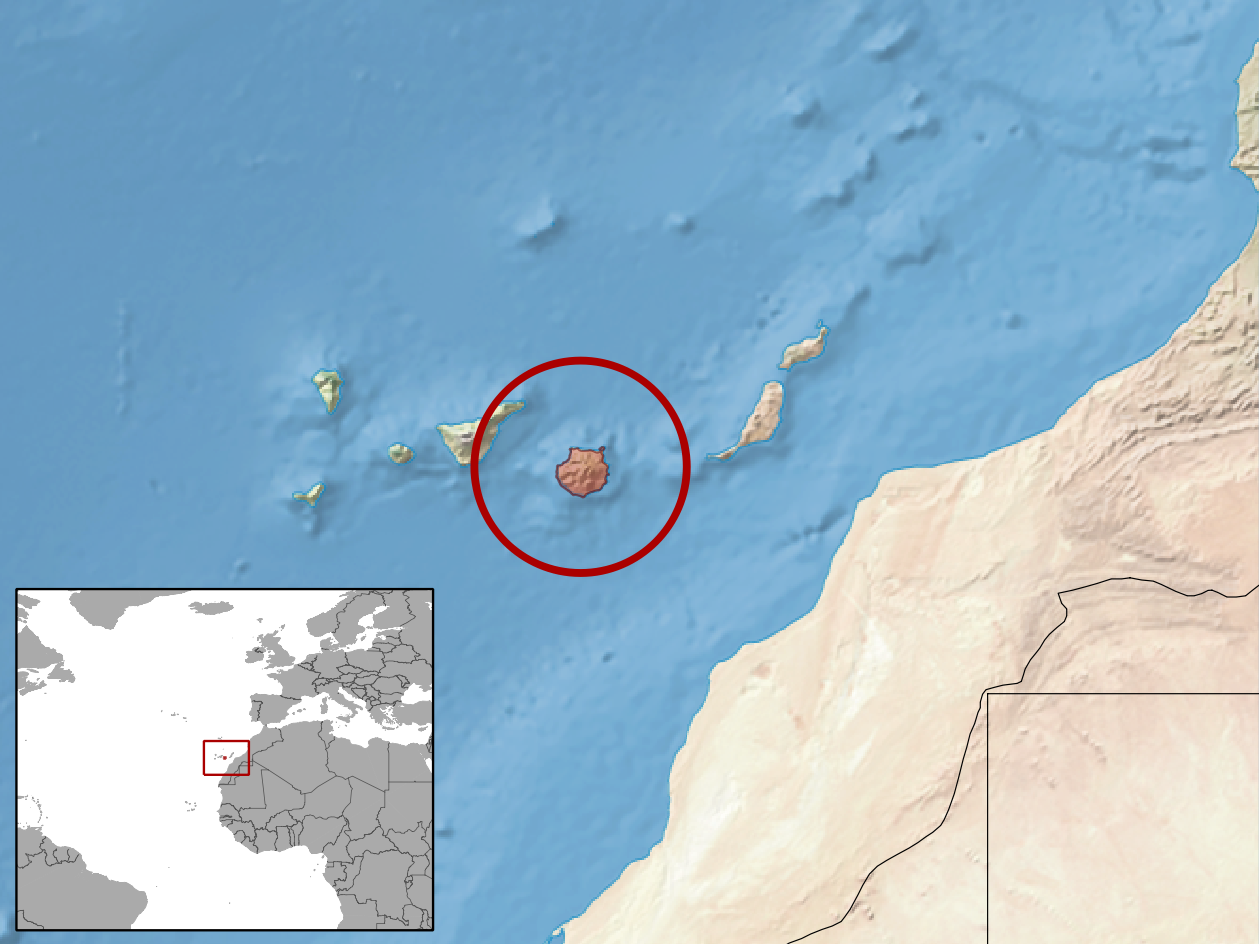
Verbreitungsgebiet

Das Verbreitungsgebiet des Gestreiften Kanarenskinks umfasst die Kanaren-Insel Gran Canaria sowie das östlich vorgelagerte Eiland Roque del Gando. Die Art ist von Meereshöhe bis in die höchste Höhenlage der Insel (1949 m NN) anzutreffen. Sie kommt in so gut wie allen naturnahen und auch in anthropogen geprägten Lebensräumen vor. Das Lebensraumspektrum reicht von der Küste bis ins Inselinnere, von feuchten bis zu sehr trockenen Standorten, von Kiefernwäldern bis hin zu annähernd vegetationsfreien Sandflächen. Ein für den Gestreiften Kanarenskink wichtiges Strukturelement sind Versteckmöglichkeiten mit zahlreichen Spalten, beispielsweise Steinhaufen oder Legesteinhaufen. Häufig kommt sie auf landwirtschaftlich genutzten Flächen vor.

## Lebensweise
In Lagen, die warm genug sind, ist die Art ganzjährig aktiv. In kühleren Lebensräumen sowie in höheren Gebirgslagen wird eine Winterruhe gehalten, die mehrere Monate andauert. 
Das Männchen beißt sich bei der Paarung am Weibchen an einer Seite hinter dem Ohr fest. Das Männchens stellt seinen Körper schräg über den Rücken des Weibchens und die Paarung wird auf der anderen Körperseite durchgeführt. Im August oder September bringt das Weibchen 2 bis 5 Junge zur Welt. Über die Ernährung der Art im Freiland ist kaum etwas bekannt, allerdings wird vermutet, dass sie der des Nördlichen Kanarenskinks (Chalcides viridanus) sehr ähnlich ist. Fressfeinde sind unter anderem Turmfalke (Falco tinnunculus subsp. canariensi), Südlicher Raubwürger (Lanius meridionalis) und Hauskatzen. Junge Skinke werden auch von Gran-Canaria-Rieseneidechsen (Gallotia stehlini) gefressen.

## Systematik
Es sind 2 Unterarten des Gestreiften Kanarenskinks beschrieben:
- Chalcides sexlineatus subsp. sexlineatus ist die im Südwesten Gran Canarias vorkommende Nominatform.
- Chalcides sexlineatus subsp. bistriatus ist im Norden und Osten der Insel anzutreffen. Das Epithethon bistriatus bedeutet zweistreifig. Es bezieht sich auf die der Erstbeschreibung zugrundeliegende Population, bei der die Tiere auf dem Rücken nur zwei helle Längsstreifen aufweisen. Dieses Merkmale weisen aber nicht alle Populationen dieser Unterart auf.

## Gefährdung
Die Art ist häufig und nicht gefährdet.

## Belege
- Dieter Glandt: Taschenlexikon der Amphibien und Reptilien Europas. Quelle & Meyer Verlag, Wiebelsheim 2010, ISBN 978-3-494-01470-8, S. 258–260.